# Asso Richter
Asso Richter (* 1955 als Klaus-Dieter Richter in Herford, Westfalen) ist ein deutscher Autor, Radio-Comedian und Musiker.

## Leben
Asso Richter wuchs in Rheda-Wiedenbrück (Nordrhein-Westfalen) auf. Nach dem Fachabitur studierte an der Fachhochschule Bielefeld Sozialpädagogik und arbeitete bis 1981 in diesem Beruf. Im Jahre 1974, mit 19 Jahren, wurde Richter als Bassist Mitglied der Jazz-Rock-Band „FROB“ aus Rheda-Wiedenbrück.
Nach diversen anderen Musikprojekten wurde er im Jahre 1984 Bassist der Bielefelder Rock-Theatergruppe „Das totale Theater“ mit dem wenig später für das TV entdeckten Ingolf Lück als Frontmann. Zusammen mit dem Totalen Theater hatte er zahlreiche Auftritte in Clubs und Hallen, darunter 1984/1985 u. a. mehrere Monate Gastspiel beim Kölner Sprungbrett-Theater.
Nach der Zeit beim Totalen Theater moderierte er ab 1986 Radio Musiksendungen und Magazine auf HR 3 und später auch WDR 1, dem Vorläufer von 1 Live. Darüber hinaus produzierte er zusammen mit Andreas Liebold seine erste Radio-Comedy-Serie „Die Tester“, die ebenfalls auf WDR 1 zu hören war. Mit dieser Serie bewarb er sich Ende 1987 auch beim ersten regionalen Privatsender in Niedersachsen radio ffn. Der damalige Redakteur für Unterhaltung Gerd Laienbach engagierte Richter und später auch Andreas Liebold sowie Sabine Bulthaup als freie Mitarbeiter. In dieser Konstellation entstanden zahlreiche Comedy-Produktionen.
Im März 1988 wurde Dietmar Wischmeyer Mitglied dieses Teams. Im Juli 1988 entwickelten sie das Gesamtkonzept Comedy des Senders. Im November desselben Jahres startete die wöchentliche dreistündige Sendung „Das Frühstücksradio“ (später Frühstyxradio). Dieser Name war eine Idee Richters und sollte eine humorige Ableitung von dem damals gerade aufkommenden Frühstücksfernsehen sein.
Weiterhin entwickelte Richter zusammen mit anderen die erste deutsche Comedy-Radio-Soap namens Die Vierma. Unter dem Namen Die Vierma traten die vier auch live im Sendegebiet auf.
Das Frühstücksradio auf radio ffn, in den ersten Jahren von Richter und Wischmeyer als Brungs und Brochterbeck moderiert, entwickelte sich für den Sender zu einem Quotenbringer. Dies führte dazu, dass die Crew künstlerische Freiheiten innerhalb des Senders hatten. Richter war als Autor, Produzent und Sprecher an zahlreichen Comedy-Produktionen beteiligt und entwickelte z. B. mit Andreas Liebold die tägliche Nonsens-Kurzcomedy-Serie namens Die drei Musketiere (ca. 2000 Folgen). 1991 wurden Oliver Kalkofe und Oliver Welke Mitglieder der ffn-Comedy-Redaktion.
Gleichzeitig war Richter als TV-Drehbuchautor und Gagschreiber u. a. für Ingolf Lücks Sketchsalat und Lücks Zeitlupe tätig. Darüber hinaus konzipierte und moderierte er Ende der 1980er bis Anfang der 1990er Jahre für die Plattenfirma CBS (aufgegangen in BMG Ariola) Deutschlands erste Syndication-Radio-Show namens Music and More.
1993 stieg Richter aus dem mittlerweile zum Frühstyxradio gewordenen Team aus und widmet sich seiner 1990 gegründeten Firma media productiv mit der er auch Comedy für andere Sender produziert und vertreibt. Ab Mitte der 1990er Jahre bis 2004 war Richter nur noch wenig in den Medien aktiv und konzentrierte sich auf Familie und Firma. Als OWL Klausi versuchte Richter 2004 eine regionale Comedy-Marke aufzubauen, so wurde u. a. eine Hymne auf Ostwestfalen veröffentlicht. Im Jahr 2008 gab es anlässlich des 20-jährigen Jubiläums des Frühstyxradios Auftritte, bei denen zum ersten Mal alle Mitglieder des Frühstyxradio-Teams zusammen auf der Bühne standen.
Im Dezember 2012 hat Asso Richter mit Oliver Kalkofe, Dietmar Wischmeyer, Andreas Liebold und anderen eine Comedy CD mit dem Titel Ich bin doch Journalist Vol. 2  veröffentlicht. Neben seinem Wirken in öffentlichen Medien hat sich Richter einen Namen im Bereich Instore Radio gemacht. In den letzten Jahren hat er diverse neue Serien entwickelt und vermarktet wie z. B. den Fußball-Podcast „Abgegrätscht“, der bei diversen Radiosendern lief und auf Internetportalen veröffentlicht wurde. Darüber hinaus konzipiert Richter neue Comedy-Formate für Radio, TV und andere Medien.
Seit 2013 lebt er wieder in Rheda-Wiedenbrück.

## Werke
Hörbücher / CDs
- CD – „FROB“ (Garden of delight)
- CD – „Ich bin doch Journalist“ – ersch. 1992 (Flokati Records/media productiv)
- CD – „Ich bin doch Journalist Vol. 2“ ersch. 2012 (Flokati Records/media productiv)

## Auszeichnungen
Er erhielt den Niedersächsischen Hörfunkpreis 2009 als Sonderpreis für das Frühstyxradio zusammen mit Oliver Kalkofe, Oliver Welke und anderen für über 20 Jahre herausragende Radio-Comedy aus Niedersachsen.